# Пам'ятна медаль перепису населення Маньчжурської держави
Пам'ятна медаль перепису населення Маньчжурської держави (яп. 国勢調査記念章) — медаль Маньчжурської держави.

## Історія
З 1920 року кожні 10 років проводилися великі переписи населення Японії. У 1940 році було проведено масштабні заходи щодо численних переписів населення в маріонеткових державах Японської імперії. Було проведено переписи населення республіки Менцзян, Маньчжурської держави, японської Кореї та самої Японії. У Маньчжурській державі перепис встановив чисельність населення 41 080 907 осіб.
Медаль була започаткована імператорським едиктом № 173 від 1 жовтня 1940 року, на згадку про перепис населення Маньчжурської держави. Медаль вручалася безпосереднім учасникам перепису населення, а також тим, хто сприяв перепису своєю роботою. Могли бути посмертні нагородження. Медаль отримали 169 362 особи.

## Опис
Медаль має форму правильного кола діаметром 30 мм. Матеріал — бронза. На аверсі, у верхній частині зображений герб Маньчжурської держави — орхідея, нижче — карта держави. На тлі карти зображено урядову будівлю в Сіньцзіні, нині там розташований Цзіліньський університет. На реверсі зображені 3 стовпці ієрогліфів 康徳七年; 国勢調査記念章; 十月一日 (укр. 7-й рік Канде (1940); Пам'ятна медаль перепису населення; 1 жовтня).
Стрічка медалі виготовлена з муарового шовку, шириною 37 мм, темно-червона, з 12-міліметровою поздовжньою темно-бордовою смугою по центру.Медаль носилася на лівому боці грудей. 
Футляр медалі картонний, бордовий. На кришці футляра написана ієрогліфами назва медалі.

## Галерея

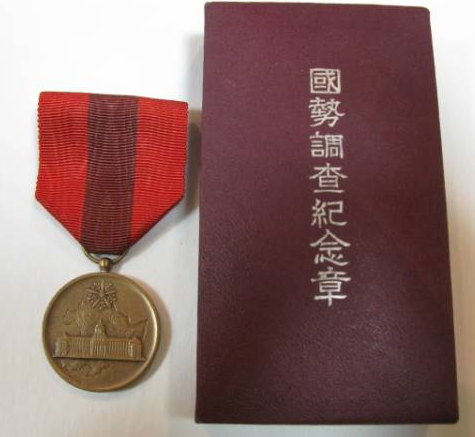
Медаль і футляр.
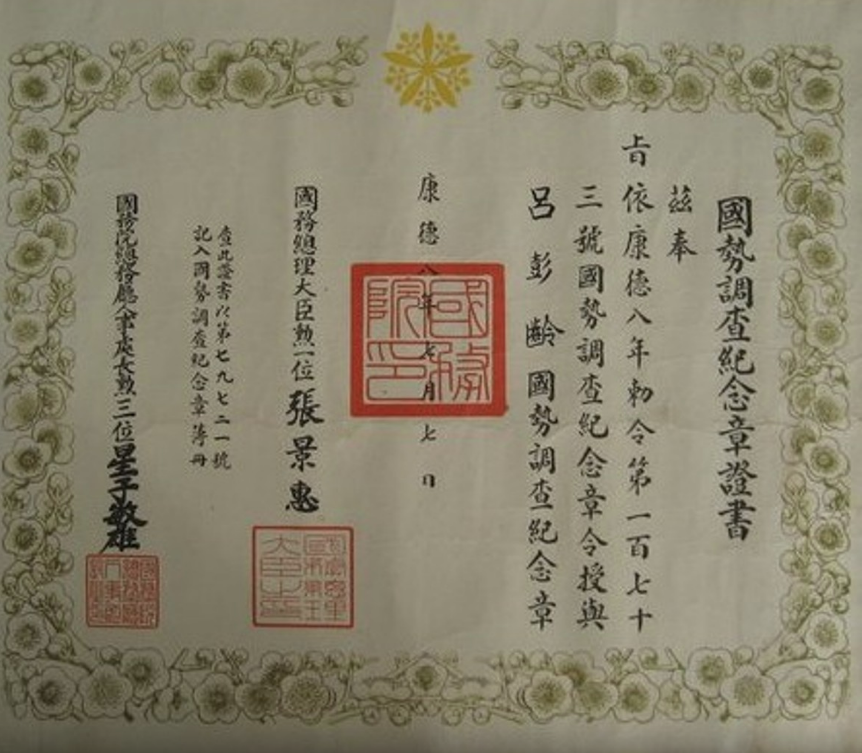
Нагородний сертифікат.